# Augustenborg Sogn
Augustenborg Sogn (dt.: Augustenburg) ist eine Kirchspielsgemeinde (dän.: Sogn)  in Nordschleswig im südlichen Dänemark. Bis 1970 gehörte sie zur Harde Als Sønder Herred im damaligen Aabenraa-Sønderborg Amt, danach zur Augustenborg Kommune im damaligen Sønderjyllands Amt, die im Zuge der Kommunalreform zum 1. Januar 2007 in der „neuen“  Sønderborg Kommune in der Region Syddanmark aufgegangen ist.
Im Kirchspiel leben 2378 Einwohner, davon 3160 im Kirchdorf (Stand:1. Januar 2023).